# اینگو هرتش
اینگو هرتش (انگلیسی: Ingo Hertzsch؛ زادهٔ ۲۲ ژوئیهٔ ۱۹۷۷) بازیکن فوتبال اهل آلمان است.
از باشگاه‌هایی که در آن بازی کرده‌است می‌توان به باشگاه فوتبال هامبورگ، باشگاه فوتبال لایپزیگ، باشگاه فوتبال آگسبورگ، باشگاه فوتبال کایزرسلاوترن، باشگاه فوتبال کمنیتس، باشگاه فوتبال آینتراخت فرانکفورت، و باشگاه فوتبال بایر ۰۴ لورکوزن اشاره کرد.
وی همچنین در تیم‌های ملی فوتبال زیر ۲۱ سال آلمان و آلمان بازی کرده‌است.